# Estação Ferroviária de Marinhais
A Estação Ferroviária de Marinhais, originalmente conhecida como Marinhaes, é uma interface ferroviária encerrada da Linha de Vendas Novas, que serve a localidade de Marinhais, no concelho de Salvaterra de Magos, em Portugal.

## Descrição

### Vias de circulação e plataformas

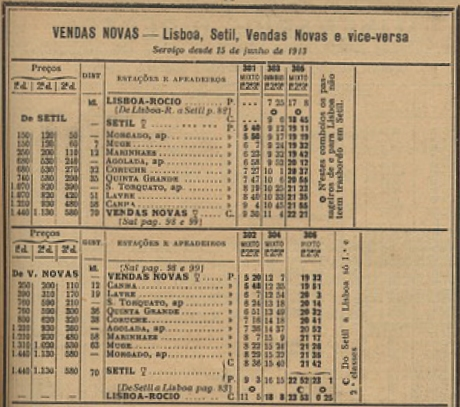
Horário da Linha de Vendas Novas em 1913, onde esta estação surge com o nome original, Marinhaes

Em Janeiro de 2011, apresentava duas vias de circulação, ambas com 710 m de comprimento, e duas plataformas, que tinham 48 e 40 m de extensão, e 25 e 35 cm de altura.

## História
Em Agosto de 1902, já estavam determinadas as estações e apeadeiros a construir no projecto da Linha de Vendas Novas, tendo-se incluído o apeadeiro com o nome de Marinhaes, ao quilómetro 12. Posteriormente, decidiu-se alterar a categoria desta interface para estação, estando quase concluída a sua construção em Abril de 1903, estando ainda a decorrer em Agosto desse ano. A Linha de Vendas Novas foi inaugurada no dia 15 de Janeiro de 1904, pela Companhia Real dos Caminhos de Ferro Portugueses.
Em 1934, esta interface foi alvo de grandes obras de reparação, pela Companhia dos Caminhos de Ferro Portugueses.

Um diploma publicado pela Direcção-Geral de Transportes Terrestres no Diário do Governo n.º 6, II Série, de 8 de Janeiro de 1953, aprovou o processo de expropriação de 3 parcelas de terreno, para a ampliação da via de resguardo na estação de Marinhais.